# Cupro

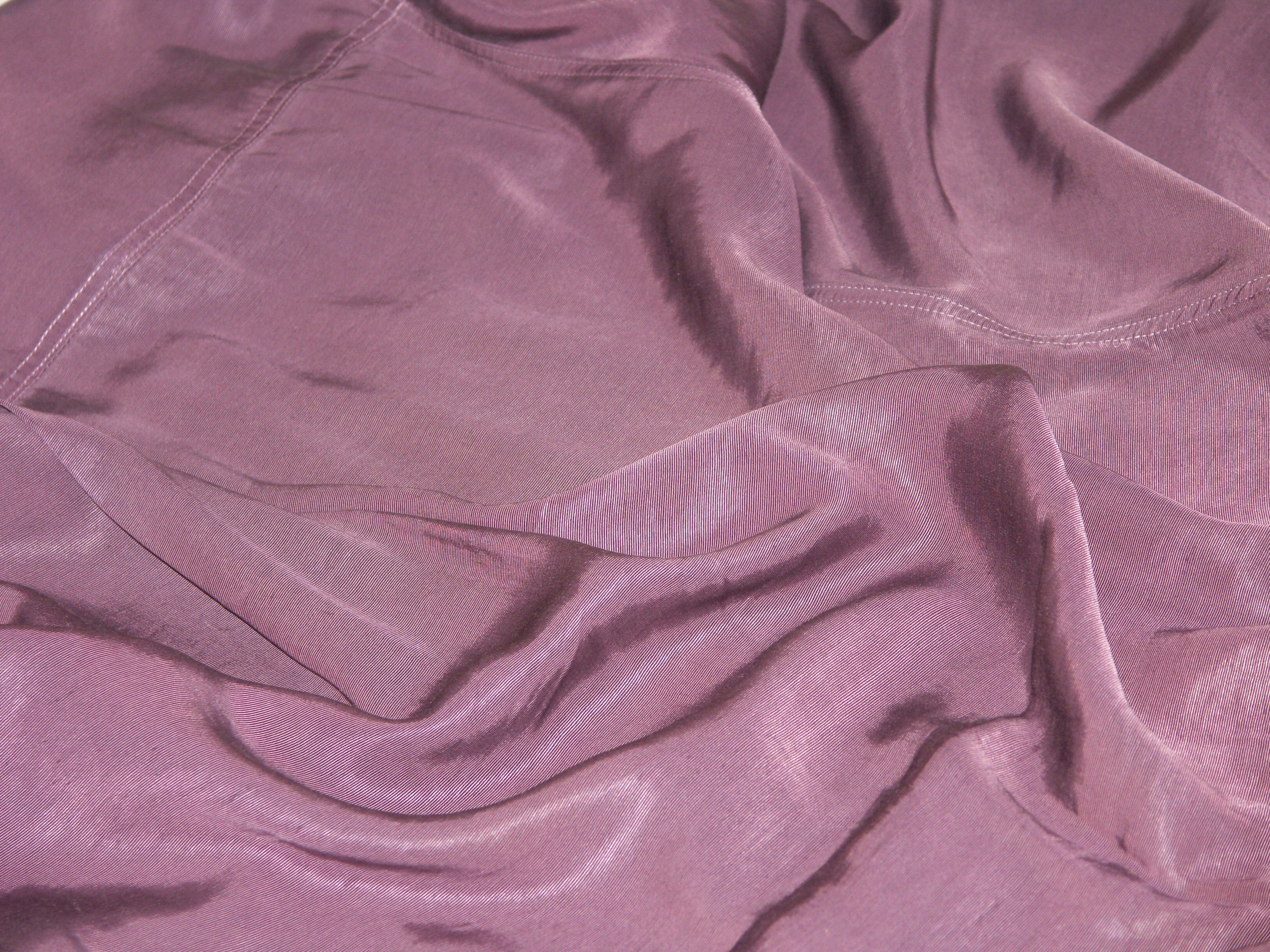
Un tissu en cupro.

Le cupro ou bemberg-cupro est une fibre textile artificielle. Commercialisé depuis 1918, il est obtenu par dissolution de la cellulose dans une liqueur cupro-ammoniacale.
Les tissus en cupro ont un toucher soyeux et sont surtout utilisés comme doublure sous le nom de bemberg.

## Fabrication
Le cupro, également connu sous le nom de "cuivre artificiel", est un matériau fabriqué à partir de fibres de cellulose provenant du coton. Contrairement à d'autres tissus à base de cellulose, le cupro est obtenu grâce au "procédé de cuprammonium". Ce procédé consiste à dissoudre les fibres de cellulose dans une solution d'ammoniac et de cuivre.
Le processus de fabrication du cupro commence par la dissolution des fibres de cellulose dans la solution de cuivre et d'ammoniac, créant ainsi une suspension liquide. Cette suspension est ensuite filée à travers des filières pour former un fil continu. Ce fil est ensuite utilisé pour créer des tissus qui présentent des caractéristiques uniques.